# Rönnbusken (vid Porkala, Kyrkslätt)
Rönnbusken är en ö i Finland. Den ligger i Finska viken och i kommunen Kyrkslätt i landskapet Nyland, i den södra delen av landet. Ön ligger omkring 35 kilometer sydväst om Helsingfors.
Öns area är 2,4 hektar och dess största längd är 340 meter i sydväst-nordöstlig riktning. Ön höjer sig omkring 5 meter över havsytan.